# جوش واجنار
جوش واجنار هو لاعب كرة قدم كندي في مركز حراسة المرمى، ولد في 26 فبراير 1985 في غريمسبي ‏ في المملكة المتحدة. شارك مع منتخب كندا تحت 17 سنة لكرة القدم ومنتخب كندا تحت 20 سنة لكرة القدم ومنتخب كندا لكرة القدم. أما مع النوادي، فقد لعب مع أدو دين هاغ ونادي فالكيرك ونادي لينغبي ويوفل تاون.

## وصلات خارجية
- جوش واجنار على موقع الاتحاد الدولي (مؤرشف)  (الإنجليزية)
- جوش واجنار على موقع قاعدة بيانات كرة القدم.إي يو (الإنجليزية)
- جوش واجنار على موقع ناشيونال فوتبول تيمز (الإنجليزية)
- جوش واجنار على موقع Soccerbase.com (لاعب) (الإنجليزية)
- جوش واجنار على موقع Soccerway.com (الإنجليزية)
- جوش واجنار على موقع عالم كرة القدم.نت (الإنجليزية)